# Cavillatura

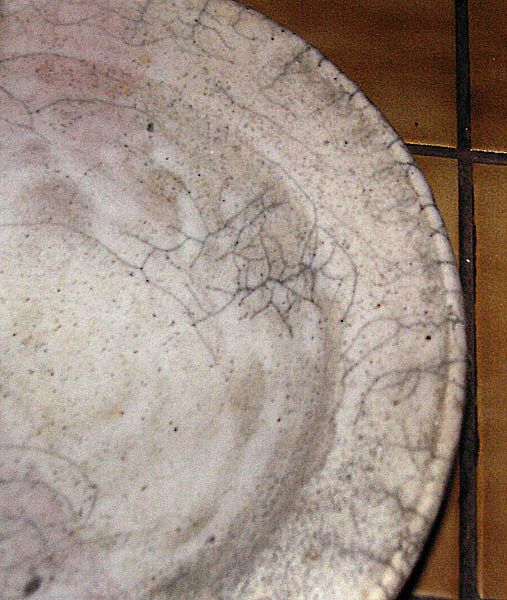
Cavillatura

Con il termine cavillatura si intende la rete delle microfessurazioni che sono presenti in un rivestimento ceramico. Questo difetto può essere dovuto ad un differente coefficiente di dilatazione che intercorre tra un rivestimento ceramico e il biscotto sottostante. In alcuni casi viene ricercata come effetto decorativo.